# Hermannia macra
Hermannia macra är en malvaväxtart som beskrevs av Schlechter. Hermannia macra ingår i släktet Hermannia och familjen malvaväxter. Inga underarter finns listade i Catalogue of Life.